# 德力股份
安徽德力日用玻璃股份有限公司（英語：Anhui Deli Housedhold Glass Co.,Ltd.；深交所：002571，简称：德力股份），是中国深圳证券交易所的一家上市公司，主营业务为日用玻璃器皿研发、生产和销售。
公司前身为安徽省德力玻璃器皿有限公司，成立于2002年。2009整体变更为股份有限公司并更为现名。2011年4月12日，在深圳证券交易所挂牌上市。
2022年，公司实现营业收入11.24亿元，同比增长17.39%；实现净利润-1.15亿元，同比下降1687.23%。